# 阿莫罗索
马西奥·阿莫鲁索（葡萄牙語：Márcio Amoroso dos Santos，1974年7月5日—），巴西前職業足球員，司職前鋒，曾經效力於巴西、西班牙、日本、意大利、德國以及希臘球會，也曾經是巴甲、意甲和德甲的神射手。他曾經19次代表巴西，並隨隊出戰1999年美州杯，且奪得冠軍。

## 球會生涯
阿莫鲁索在巴西球會瓜拉尼出道，曾被外借到日本的東京綠茵以增加比賽經驗。回到巴西的阿莫鲁索成為1994年巴西甲組聯賽的神射手，從而得到法林明高的賞識，在1996年外借阿莫鲁索半年。
同年他加入意甲的乌迪内斯。首兩季由於隊友比尔霍夫的存在，阿莫鲁索的進球不多。但比尔霍夫在1998年夏天離隊後，阿莫鲁索在場上的機會大大增加，在1998-99年赛季意大利甲级联赛以23球成為當年意甲的神射手。阿莫鲁索隨即在1999年的夏天以三千萬歐元的轉會費加入另一支意甲球隊帕尔玛。阿莫鲁索在帕尔玛的表現只屬一般，而且球隊除了1999年的意大利超级杯外，也沒有奪得其他冠軍。
2001年夏天，阿莫鲁索以破德甲轉會費紀錄的二千五百五十萬歐元加入德國的多特蒙德。阿莫鲁索在多特蒙德的第一個賽季，幫助球隊成為德甲冠軍，同時成為德甲當季的神射手，而且也晉級歐洲足協杯決賽，敗於荷蘭的飛燕諾成為亞軍。隨後兩年，阿莫鲁索的表現下滑，因傷上場機會不多。2004年阿莫鲁索加入馬拉加，上場29次踢進5球。
從2005年開始，阿莫鲁索主要為巴西的俱樂部效力，包括聖保羅、哥连泰斯、甘美奥以及母會瓜拉尼。他在AC米蘭及阿瑞斯也各有一段不成功的短暫經驗。2016年，多年沒有參加職業足球的阿莫鲁索復出，為美國低組別球隊博卡拉顿上陣三場。

## 國家隊生涯
阿莫鲁索曾經19次代表 巴西，射進9球，而且是1999年美州杯冠軍隊員之一。